# Jakob Mauvillon
 (avril 2023).
Si vous disposez d'ouvrages ou d'articles de référence ou si vous connaissez des sites web de qualité traitant du thème abordé ici, merci de compléter l'article en donnant les références utiles à sa vérifiabilité et en les liant à la section « Notes et références ».
Jakob Mauvillon est un ingénieur et littérateur allemand, né à Leipzig le 8 mars 1743 et mort le 11 janvier 1794 à Brunswick.

## Biographie
Il est le fils d'Éléazar Mauvillon. Son père veut le contraindre à étudier le droit, mais il s’occupe davantage de l’étude des langues, du dessin et des mathématiques. Quoique contrefait et de faible constitution, il se sent une vocation pour l’état militaire et entre, pendant la guerre de Sept Ans, comme ingénieur au service du Hanovre.
À la paix, il revient à Leipzig, où, pour satisfaire le vœu de son père, il s’occupe pendant quelque temps de l’étude de la jurisprudence. Mais il ne peut vaincre sa répugnance pour cette science aride et accepte en 1766 une place secondaire à l’école de Hefeld. Il séjourne ensuite à Cassel comme professeur de science militaire, y est nommé en 1778 capitaine au corps des cadets. Il entre en 1785 au service du duc de Brunswick avec le grade de major et devient plus tard lieutenant-colonel du génie et professeur au Carolinum de Brunswick.
Ami et admirateur de Mirabeau, il accepte avec enthousiasme la proposition que lui fait ce dernier d’écrire en commun un grand ouvrage politique et philosophique sur la monarchie prussienne. Il y consacre tous ses loisirs, en mettant à profit les nombreux matériaux que Mirabeau lui envoie de Berlin. Mirabeau fait paraître le livre à Paris sous son seul nom et Mauvillon le remanie complètement, puis le publie sous le titre « Tableau de la monarchie prussienne sous Frédéric II », (Leipzig, 1793-1795, 4 Vol.).
Mauvillon est, en Allemagne, l’un des plus ardents partisans de la Révolution française et s’attire ainsi de nombreux désagréments. Violemment attaqué dans le pamphlet d'August von Kotzebue intitulé « le Docteur Bahrdt au front d’airain », il augmente encore les tracasseries dont il est l’objet en dénonçant J. G. Zimmermann comme l’auteur de cet écrit injurieux.
Il est membre des Illuminés de Bavière sous le nom d' Immanuel.

## Œuvres
Il a laissé un grand nombre d’ouvrages, écrits soit en français, soit en allemand. Les plus remarquables sont :
- Recueil de mémoires sur des objets d’économie politique, de politique et d’histoire moderne (1776-1777, 2 part. in-8°) ;
- Lettres physiocratiques (1780, in-8°) ;
- Essai sur l’influence de la poudre à canon dans l’art de la guerre moderne (1782, in-8°);
- Introduction à toutes les sciences militaires (1783, in-8°) ;
- Essai historique sur l’art de la guerre pendant la guerre de Trente ans (1784, iu-8°) ;
- Proverbes dramatiques (1785, in-8°) ;
- L’Homme et la femme dans leurs rapports mutuels (1791, in-8°) :
- Histoire de Ferdinand, duc de Brunswick-Lunebourg (1794, 2 vol. in-8°).

Il a, en outre, traduit du français plusieurs ouvrages, entre autres les Lettres de MMe de Sevigné et L’Histoire philosophique des deux Indes, de l’abbé Ruyual, et publié sa correspondance avec Mirabeau, sous ce titre : Lettres du comte de Mirabeau à un de ses amis en Allemagne, de 1786 à 1790 (1792, in-8°).
Enfin, il a été l’un des publicistes les plus actifs de son temps et avait collaboré à une foule de journaux et de recueils périodiques. Sa Correspondance a été publiée par son fils aîné (1801, in-8°).

## Source
« Jakob Mauvillon », dans Pierre Larousse, Grand dictionnaire universel du XIXe siècle, Paris, Administration du grand dictionnaire universel, 15 vol., 1863-1890 [détail des éditions].